# Bitka pri Princetonu
Bitka za Princeton je bila bitka med ameriške vojne za neodvisnost. Odigrala se je januarja leta 1777 blizu Princetona v New Jerseyju. Bitka se je zgodila teden dni po bitki pri Trentonu, kjer je general George Washington vodil kontinentalno vojsko do presenetljive zmage nad Britanci. 
Kontinentalna armada pod vodstvom Washingtona je po zmagi pri Trentonu napredovala proti Princetonu, potem ko je uspešno pobegnila britanski vojski v bitki pri Assunpink Creeku. Kontinentalna vojska je nato pri Princetonu premagala majhno britansko silo. Večja britanska sila pod vodstvom Charlesa Cornwallisa je bila opozorjena in se je pognala v zasledovanje. Vendar je kontinentalna armada požgala mostove za seboj in streljala na britansko vojsko, preden je pobegnila v Morristown, New Jersey.
Bitka je povzročila približno 200 žrtev (mrtvih) za Britance in še 300 ranjenih ali ujetih, medtem ko so Američani utrpeli minimalne izgube. Bitka je okrepila ameriško moralo.